# Iambrix distanti
Iambrix distanti är en fjärilsart som beskrevs av Shepard 1937. Iambrix distanti ingår i släktet Iambrix och familjen tjockhuvuden. Inga underarter finns listade i Catalogue of Life.